# Bellagio (hotel y casino)
Bellagio es un lujoso hotel y casino de 5 diamantes calificado por la AAA localizado en el Strip de Las Vegas en Paradise, Nevada, EE. UU.. Los dueños son del MGM Resorts International y fue construido en el mismo sitio del demolido hotel y casino Dunes. Inspirado por el restort Lago Como de Bellagio en Italia, Bellagio es famoso por su elegancia. Una de las atracciones más notables del hotel es un lago artificial en el strip de Las Vegas de 8 acres (32 375 m²), en las que contiene las famosas fuentes del Bellagio, una inmensa fuente bailarina sincronizada por música.
Bellagio fue comprado por Steve Wynn y construida por su compañía, Mirage Resorts, Inc. seguida por la compra del legendario hotel y casino Dunes en 1993. Fue diseñado por Marnell Corrao Associates y Jon Jerde. Su coste de construcción fue de 1600 millones de dólares.
El Bellagio aproximadamente emplea a más 10 000 personas. En el otoño de 2006, el piso del casino fue remodelado y uniformado, cambiándole el color original a un tono azul más contemporáneo.
En el interior del Bellagio, Dale Chihuly's Fiori di Como, diseño más de 2.000 flores de cristal creadas a mano, que cubre 2000 ft² (185,8 m²) del cielo raso del lobby. Bellagio es casa de la producción acústica "O" del Cirque du Soleil, la segunda producción permanente del gran show mundialmente conocido.

## Historia
El 15 de octubre de 1998, casi a las 11:00 PM, el Bellagio abrió por primera vez. Según los reportes, el Bellagio gastó US$88 millones en la inauguración. Los invitados VIP a la ceremonia de inauguración se esperaba que donaran US$1000 por persona o US$3.500 por pareja a la "Fundación de Luchando contra la Ceguera". Fueron hospedados en una suite en el Bellagio.
La ceremonia de apertura empezó con Steve Wynn dando un discurso de 40 minutos y después inaugurar la producción "O" del Cirque du Soleil. En el lounge del Bellagio actuaron el New York cabaret, el artista Michael Feinstein, George Bugatti y John Pizarrelli.
Cuando abrió fue el hotel más caro jamás construido, costando alrededor de US$1600 millones. El Bellagio también fue abierto en el quinto aniversario del hotel Luxor.
En 2000 pasó a ser parte de la propiedad de MGM Mirage cuando Mirage Resorts se unió con MGM Grand Inc. para crear MGM MIRAGE.
En 2007 su diseño le valió figurar en el puesto 22 de la lista America's Favorite Architecture del American Institute of Architects (AIA).

### Conservatorio y Jardines Botánicos

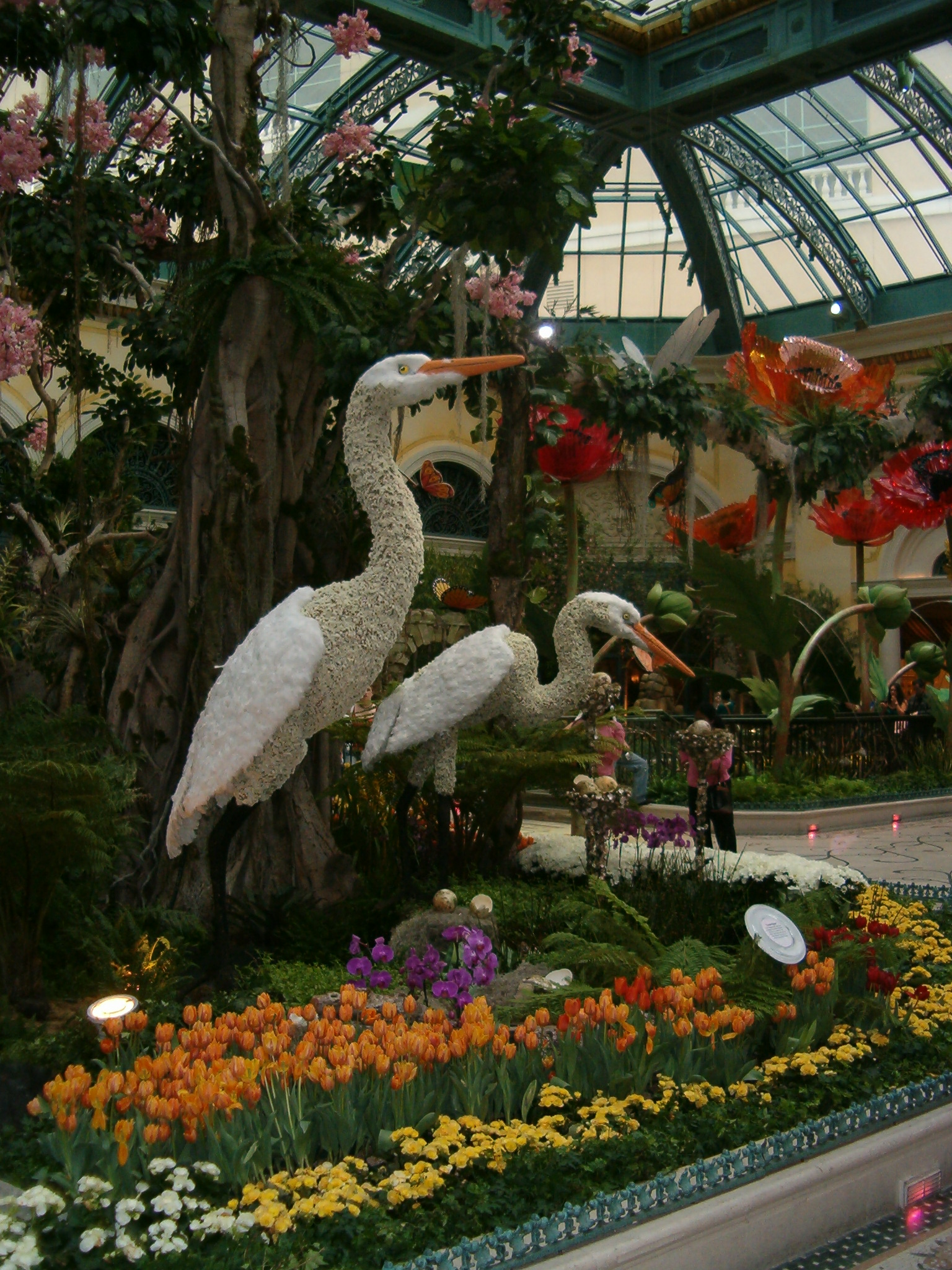
Conservatorio.

El hotel también alberga un conservatorio y un jardín botánico. El jardín cambia al menos unas cinco veces al año para reflejar la estación actual (invierno, Año Nuevo Chino, primavera,verano y otoño).